# Brauli Duart i Llinares

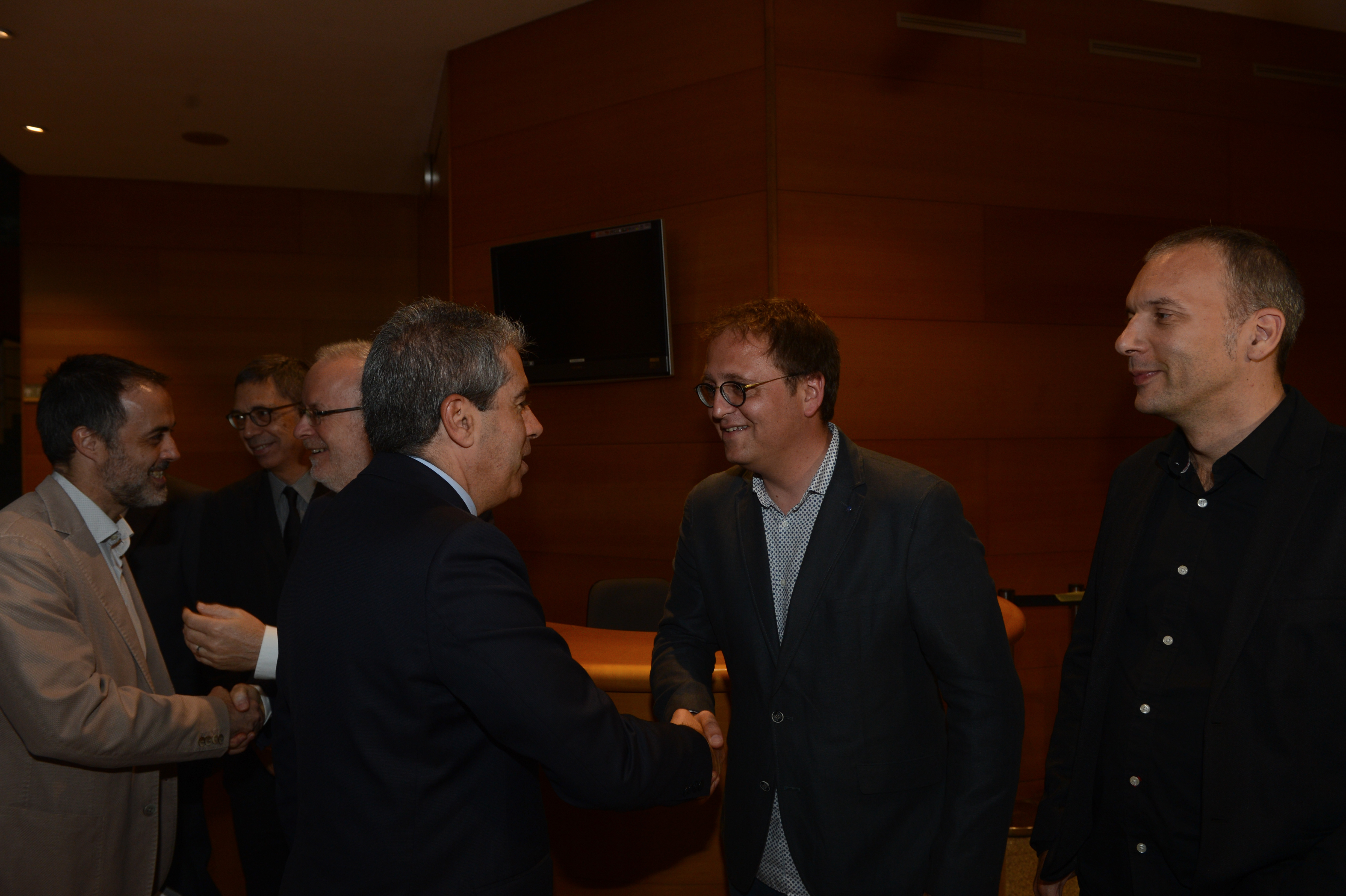
Brauli Duart, tercer començant per l'esquerra.

Brauli Duart i Llinares (Sollana, 25 de juliol de 1961) és un historiador i polític català de l'antiga CDC.
Originari de la Ribera Baixa, Duart és Diplomat en Professorat d'Educació Bàsica per la Universitat de València (1982). Llicenciat en Geografia i Història per la Universitat de Barcelona (1989). Diplomat en Funció Gerencial de les Administracions Públiques per ESADE (2000). Màster en Direcció Pública per ESADE (2004).
Va treballar al Departament d'Ensenyament des de 1985 fins a 1996, i al Departament d'Interior entre 1996 i 2008, ocupant els següents càrrecs: Secretari de la delegació de Govern de la Generalitat a Barcelona. Sub-director general d'Administració a la Direcció General de Seguretat Ciutadana. Secretari general Departament Interior. Secretari general de Seguretat Pública i coordinació d'àrea a l'ISPC. Del 2008 al 2016 va presidir el Consell de Govern de la Corporació Catalana de Mitjans Audiovisuals (CCMA).
Des del 5 de juny de 2018 fins al setembre del 2020 fou secretari general del Departament d'Interior.